# Classifica mondiale femminile della FIFA
| Prime 25 posizioni della classifica FIFA (aggiornata al 7 agosto 2025) | Prime 25 posizioni della classifica FIFA (aggiornata al 7 agosto 2025) | Prime 25 posizioni della classifica FIFA (aggiornata al 7 agosto 2025) | Prime 25 posizioni della classifica FIFA (aggiornata al 7 agosto 2025) |
| Pos                                                                    | Squadra                                                                | Punti                                                                  | Confederazione                                                         |
| ---------------------------------------------------------------------- | ---------------------------------------------------------------------- | ---------------------------------------------------------------------- | ---------------------------------------------------------------------- |
| 1                                                                      | Spagna                                                                 | 2 066,79                                                               | UEFA                                                                   |
| 2                                                                      | Stati Uniti                                                            | 2 065,06                                                               | CONCACAF                                                               |
| 3                                                                      | Svezia                                                                 | 2 025,26                                                               | UEFA                                                                   |
| 4                                                                      | Inghilterra                                                            | 2 022,64                                                               | UEFA                                                                   |
| 5                                                                      | Germania                                                               | 2 011,56                                                               | UEFA                                                                   |
| 6                                                                      | Francia                                                                | 1 988,68                                                               | UEFA                                                                   |
| 7                                                                      | Brasile                                                                | 1 976,3                                                                | CONMEBOL                                                               |
| 8                                                                      | Giappone                                                               | 1 971,05                                                               | AFC                                                                    |
| 9                                                                      | Canada                                                                 | 1 967,83                                                               | CONCACAF                                                               |
| 10                                                                     | Corea del Nord                                                         | 1 944,22                                                               | AFC                                                                    |
| 11                                                                     | Paesi Bassi                                                            | 1 899,18                                                               | UEFA                                                                   |
| 12                                                                     | Italia                                                                 | 1 884,32                                                               | UEFA                                                                   |
| 13                                                                     | Norvegia                                                               | 1 861,98                                                               | UEFA                                                                   |
| 14                                                                     | Danimarca                                                              | 1 848,31                                                               | UEFA                                                                   |
| 15                                                                     | Australia                                                              | 1 835,34                                                               | AFC                                                                    |
| 16                                                                     | Cina                                                                   | 1 807,34                                                               | AFC                                                                    |
| 17                                                                     | Islanda                                                                | 1 804,32                                                               | UEFA                                                                   |
| 18                                                                     | Colombia                                                               | 1 796,71                                                               | CONMEBOL                                                               |
| 19                                                                     | Austria                                                                | 1 794,41                                                               | UEFA                                                                   |
| 20                                                                     | Belgio                                                                 | 1 788,87                                                               | UEFA                                                                   |
| 21                                                                     | Corea del Sud                                                          | 1 778,85                                                               | AFC                                                                    |
| 22                                                                     | Finlandia                                                              | 1 742,24                                                               | UEFA                                                                   |
| 22                                                                     | Portogallo                                                             | 1 741,63                                                               | UEFA                                                                   |
| 23                                                                     | Svizzera                                                               | 1 728,14                                                               | UEFA                                                                   |
| 24                                                                     | Scozia                                                                 | 1 726,41                                                               | UEFA                                                                   |

La classifica mondiale femminile della FIFA (o Ranking mondiale femminile FIFA; nome ufficiale: FIFA/Coca-Cola Women's World Ranking) è un sistema di classificazione per squadre nazionali di calcio femminile introdotto dalla FIFA nel luglio 2003 allo scopo di permettere paragoni tra le squadre nazionali femminili del mondo. È l'equivalente femminile della classifica mondiale della FIFA.
Una nazionale di calcio femminile rientra nella classifica solo se rispetta i seguenti requisiti:
- ha disputato almeno 5 incontri contro altre squadre presenti nella classifica;
- non risulta inattiva negli ultimi quattro anni.

In caso contrario, il calcolo del punteggio viene svolto ugualmente, ma la nazionale non viene classificata (in pratica, non le viene assegnato alcun posto).

## Differenze rispetto alla classifica maschile
La classifica femminile differisce da quella maschile su alcuni aspetti:
- viene pubblicata con cadenza trimestrale anziché mensile, solitamente nei mesi di marzo, giugno, settembre e dicembre; in alcuni casi, però, come ad esempio negli anni in cui si tiene il Campionato mondiale femminile di calcio, la pubblicazione può essere anticipata o posticipata di qualche mese per consentire un aggiornamento tempestivo dopo la chiusura del torneo;
- i punteggi, anziché sugli ultimi quattro anni, si basano su tutte le partite disputate da una Nazionale femminile a partire dal 1971, anno in cui si disputò il primo incontro calcistico femminile riconosciuto ufficialmente dalla FIFA tra Francia e Paesi Bassi;
- non prevede pesi che diano risalto ai risultati più recenti.

Per questi motivi, il metodo di valutazione impiegato nella classifica femminile FIFA appare molto simile a quello impiegato nel World Football Elo Ratings.

## Storia del primo posto
Da quando è stata istituita la classifica, solo 4 nazionali hanno occupato il primo posto: gli Stati Uniti (nel 2004; nel 2007; dal 2008 al 2015; dal 2016 al 2017; dal 2017 al 2023; dal 2024), la Germania (dal 2004 al 2007; tra il 2007 e il 2008; nel 2015; nel 2018), la Svezia (nel 2023) e la Spagna (nel 2024). La nazionale statunitense è stata la prima ad occupare il primo posto nel 2004, superata da quella tedesca al primo aggiornamento della classifica. Nei quattro anni successi la Germania ha mantenuto la testa per la maggior parte del tempo, mentre gli Stati Uniti sono stati in testa ininterrottamente tra il 2008 e il 2023, eccetto pochi mesi nel 2015 e nel 2017, quando la Germania era riuscita a prenderne il posto.
Il 25 agosto 2023, pochi giorni dopo la fine del campionato mondiale, la Svezia, terza al mondiale, ha raggiunto il primo posto nella classifica FIFA per la prima volta e scalzando gli Stati Uniti, scesi al terzo posto dopo sei anni consecutivi in testa. Nel successivo aggiornamento del 15 dicembre 2023 la Svezia perse quattro posizioni e la Spagna, campione del mondo in carica, prese la testa alla classifica per la prima volta. La nazionale spagnola è rimasta al primo posto per nove mesi; infatti, il 16 agosto 2024 gli Stati Uniti hanno ripreso la testa della classifica dopo un anno e dopo aver vinto la medaglia d'oro ai Giochi della XXXIII Olimpiade.